# Birvan-Bolé
Pour les articles homonymes, voir Bolé.
Birvan-Bolé est une  commune rurale de la préfecture de Ouham-Pendé, en République centrafricaine. 

## Géographie
La commune de Birvan-Bolé s’étend au nord de la ville de Baoro, limitrophe de la Nana-Mambéré, elle est située au sud-ouest de la préfecture de l’Ouham-Pendé. La plupart des villages sont situés sur les axes Bozoum-Bouar (route régionale RR8) et Bozoum-Baoro. 
|                | Bocaranga   | Danayéré |
| Herman-Brousse | Birvan-Bolé | Binon    |
| Doaka-Koursou  | Bawi-Tédoa  |          |

## Villages
Les villages principaux sont : Bogalla, Boayo 2, Bokayan, Noukessé, Boyali 1, Batara et Bawi 1.
La commune compte 35 villages en zone rurale recensés en 2003 : Bahoyo 1, Bahoyo 2, Bawi 1, Bawi 2, Bobanzoro, Bobatoyo, Bobeya I, Bodet 1, Bodet 2, Boforo 2, Bogala, Bogali 1, Bogali 2, Bogola 1, Boguera, Bokayan, Bomango 1, Bomango, 2, Bossido, Boulaye 1, Boulaye 2, Bowala, Boyali 1, Boyali 2, Boyali 3, Boyina, Doul-Bokayan, Doul-Bokayan 1, Doul-Bokayan, 2, Gbatara, Kounde, Mbacka, Mbewe, Noukesse, Zamara.

## Éducation
La commune compte une école publique à Boyali Yaho et deux écoles privées à Bogala et Bogali 2. 

## Santé
La commune située dans la région sanitaire n°3 dispose de 4 postes de santé à Koundé, Boyina, Bokayan et Bogali 2.